# Zeedennetje
Het zeedennetje (Abietinaria abietina) is een hydroïdpoliep uit de familie Sertulariidae. De wetenschappelijke naam van de soort werd als Sertularia abietina in 1758 gepubliceerd door Carl Linnaeus. 

## Beschrijving
De hoofdstelen en zijtakken van het zeedennetje zijn robuust, grijsbruin van kleur en vaak zwaar bezet door mosdiertjes en foraminiferen. De hoofdstam is onvertakt met regelmatig uit elkaar geplaatste, afwisselende zijtakken. De hydrothecae (omhulsel dat de poliep omsluit) zijn sub-alternatief op zowel de stengel als de zijtakken en zijn bolvormig aan de basis en worden smaller naar de rand toe. De rand is cirkelvormig, met een enkele operculaire flap. De gonothecae (omhulsel van de voortplantingsstructuren) zijn over het algemeen ovaal van vorm en glad tot licht ruw van structuur. Volgroeide kolonies zijn ongeveer 100 mm hoog.

## Verspreiding
Het zeedennetje komt voor aan beide zijden van de Noordelijke Atlantische, van de arctische regio tot Madeira, als in de noordelijke Stille Oceaan tot Californië en Japen. In Nederland wordt deze soort regelmatig aangespoeld op het strand gevonden.